# توني كالفو
توني كالفو (بالإسبانية: Toni Calvo) (ولد في 28 مارس 1987) هو لاعب كرة قدم إسباني يلعب كلاعب وسط.

## روابط خارجية
- توني كالفو على موقع الاتحاد الدولي (مؤرشف)  (الإنجليزية)
- توني كالفو على موقع الاتحاد الأوربي (الإنجليزية)
- توني كالفو على موقع قاعدة بيانات كرة القدم.إي يو (الإنجليزية)
- توني كالفو على موقع Soccerway.com (الإنجليزية)
- توني كالفو على موقع عالم كرة القدم.نت (الإنجليزية)